# Vadstena krigsmanshusförsamling
Vadstena krigsmanshusförsamling var en församling i Linköpings stift inom Svenska kyrkan i Vadstena kommun i Östergötlands län. 
Församlingskyrkan anlades i nunnornas tidigare kapell.

## Administrativ historik
Ett brev om att bilda ett krigsmanshus utfärdades 3 augusti 1637. Krigsmanshuset bildades först 12 november 1646. Församlingen bildades 1687 som en utbrytning ur Vadstena församling. Verksamheten anlades i det tidigare kungapalatset. Församlingen införlivades år 1784 i Vadstena församling.

## Kyrka
År 1687 omändrades ett av nunnornas kapell vid Vadstena kloster till kyrka. Den första predikan i kyrkan hölls 4 november 1687 av prosten Ericus Simonius Löfgren i Vadstena.

## Krigsmanshuspastorer
Lista över Krigsmanshuspastorer i församlingen. Före bildandet av församlingen innehades tjänsten av kyrkoherden i Vadstena församling. Prästbostaden låg i ett trähus vid sjön. Tjänsten upphörde 1785.
| Ämbetstid | Namn                | Levnadstid | Övrigt                                     |
| --------- | ------------------- | ---------- | ------------------------------------------ |
| 1641-1651 | Johannes Fallerius  | 1608-1664  | Senare kyrkoherde i Rogslösa församling.   |
| 1651-1670 | Samuel Drysenius    | 1600-1672  | Senare kyrkoherde i Vadstena församling.   |
| 1670-1677 | Olavus Metropolinus | 1632-1701  | Senare kyrkoherde i Stens församling.      |
| 1677-1707 | Peder Mört          | 1640-1720  | Tjänstledig 1707.                          |
| 1707–1710 | Jonas Westerstrand  |            | Senare kyrkoherde i Hjorteds församling.   |
| 1710-1721 | Magnus Walbom       | 1672-1734  | Senare kyrkoherde i Hällestads församling. |
| 1721–1737 | Andreas Frosterus   | 1685–1739  | Senare kyrkoherde i Hovs församling.       |
| 1737-1750 | Claës Gråsten       | 1702-1750  |                                            |
| 1750-1752 | Anders Sjöbom       |            |                                            |
| 1752-1763 | Olof Beckmark       | 1721-1776  | Senare kyrkoherde i Kristbergs församling. |
| 1763-1771 | Andreas Egelin      | 1704-1784  | Senare kyrkoherde i Ekebyborna församling. |
| 1772-1774 | Carl Styrelius      | 1732-1774  |                                            |
| 1774-1775 | Johan Askelöf       | 1733-1809  | Senare kyrkoherde i Klockrike församling.  |
| 1776-1784 | Paul Kinnander      | 1746-1801  | Senare kyrkoherde i Träslövs församling.   |

### Skolmästare
En skola inrättades 1729 i församlingen för gratialisternas barn.
| Ämbetstid | Namn            | Levnadstid | Övrigt                                     |
| --------- | --------------- | ---------- | ------------------------------------------ |
| 1729–1737 | Claës Gråsten   | 1702-1750  | Senare krigsmanshuspastor i församlingen.  |
| 1737–1763 | Andreas Egelin  | 1600-1672  | Senare kyrkoherde i Ekebyborna församling. |
| 1763-1767 | Magnus Flistedt | 1730–1767  |                                            |
| 1767–1772 | Carl Styrelius  | 1732-1774  | Senare krigsmanshuspastor i församlingen.  |

## Klockare
| Ämbetstid | Namn                  | Levnadstid | Övrigt                                            |
| --------- | --------------------- | ---------- | ------------------------------------------------- |
| 1711      | Johan Olufsson        |            | Klockare.                                         |
| -1717     | Jeremias Zachariasson | 1677-      | Klockare                                          |
| 1737-1787 | Nils Flistedt         |            | Klockare.                                         |
|           | Anders Bengtsson      | 1685-      | Har haft tjänst som klockare vid Krigsmannahuset. |